# Heterochroma albipuncta
Heterochroma albipuncta là một loài bướm đêm trong họ Noctuidae.